# Evangeliumskirche (Düsseldorf)

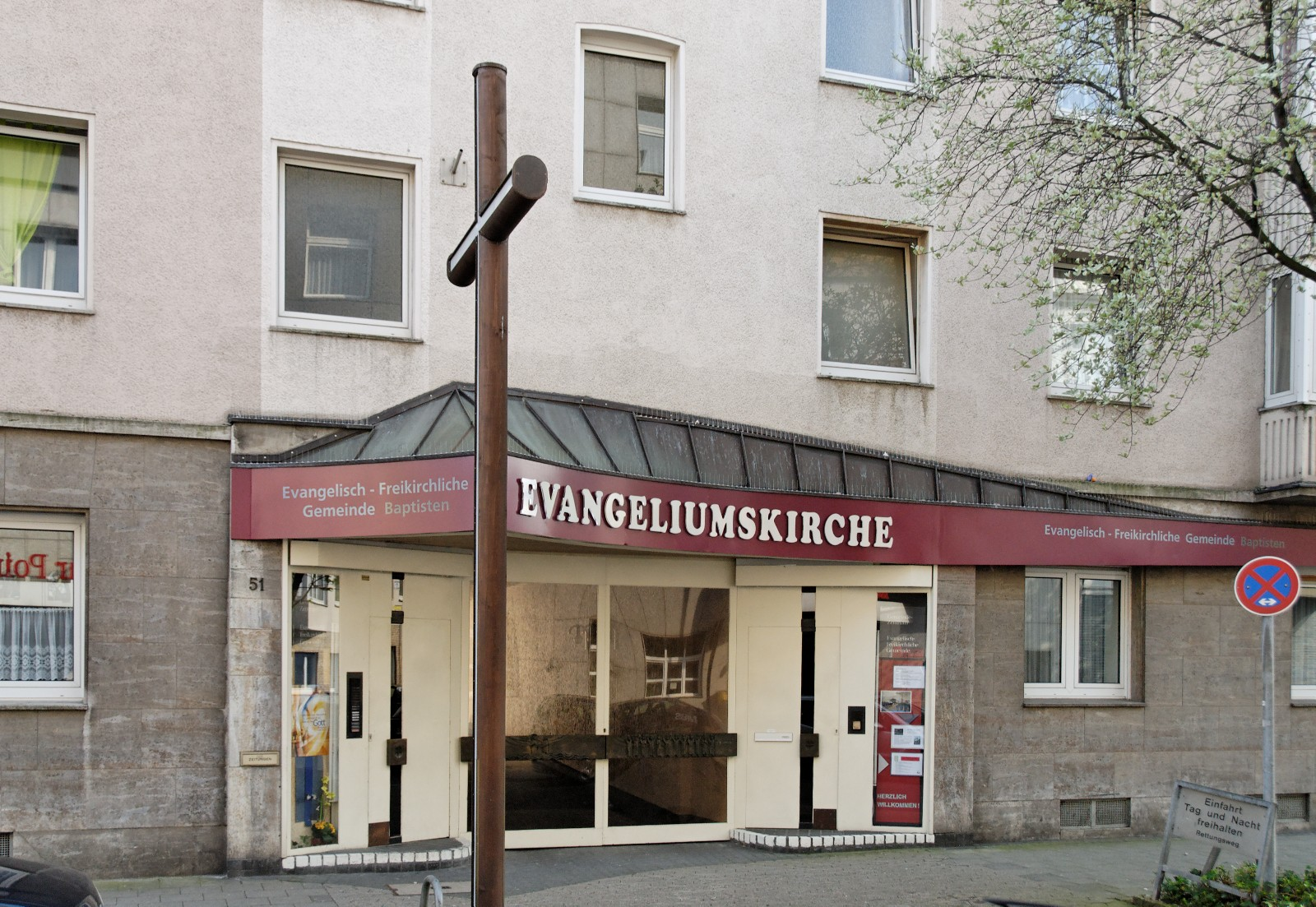
Eingang der Evangeliumskirche

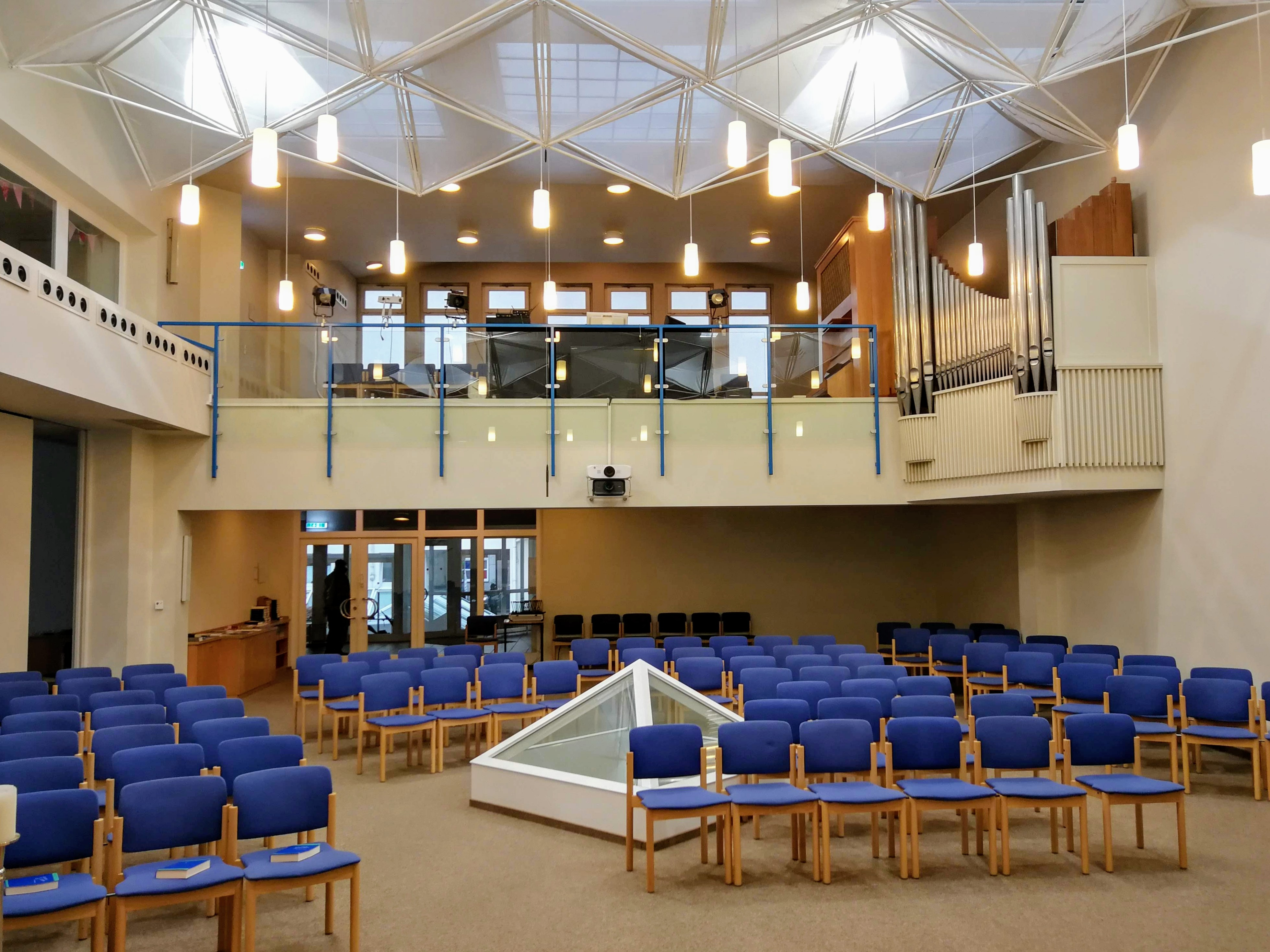
Innenraum (2019)

Die Evangeliumskirche auf der Luisenstraße 51 in Düsseldorf dient der Baptistengemeinde als Gottesdienststätte.
Die Gemeindegründung erfolgte 1889 mit ca. 42 Mitgliedern. Im Jahr 1893 ist die Gemeinde bereits auf 100 Personen angewachsen und es wird für 55.000 RM das Grundstück auf der Luisenstraße 51 erworben. Am 4. November wurde dort die Zionskirche eingeweiht. Im Zweiten Weltkrieg wurde sie jedoch in der Nacht auf den 20. Juni 1940 bei einem Bombenangriff zerstört. Bereits am 15. Dezember erfolgte die Wiedereinweihung mit einem Taufbecken an der Stirnwand. Im Juni 1943 wurde die Kirche erneut von Bomben getroffen und zerstört. Im März 1952 konnte dann ein neues Gotteshaus, die Evangeliumskirche, durch großzügige Spenden amerikanischer Baptisten eingeweiht werden.
1993 verließen etwa 70 mehrheitlich charismatisch orientierte Mitglieder die Gemeinde und gründeten die evangelisch-freikirchliche Gemeinde Christophstraße in Düsseldorf-Stoffeln. Am 10. Oktober 1993 erfolgte die Einweihung des neuen Gemeindezentrums. Etwa 2019 verließ die Gemeinde die Räumlichkeiten an der Christophstraße, da das Grundstück anderweitig genutzt werden soll. Sie sind seither als „Rheinkirche“ wieder Gast bzw. Mitnutzer in der „Evangeliumskirche“.